# Famille de saltimbanques
Famille de saltimbanques est une peinture à l'huile sur toile peinte en 1905 par Pablo Picasso. L'œuvre représente six saltimbanques, des artistes de cirque itinérants, dans un paysage désolé. Elle est considérée comme le chef-d'œuvre de la période rose de Picasso, parfois appelée période du cirque. Le tableau est conservé dans la collection de la National Gallery of Art à Washington, DC.

## Contexte

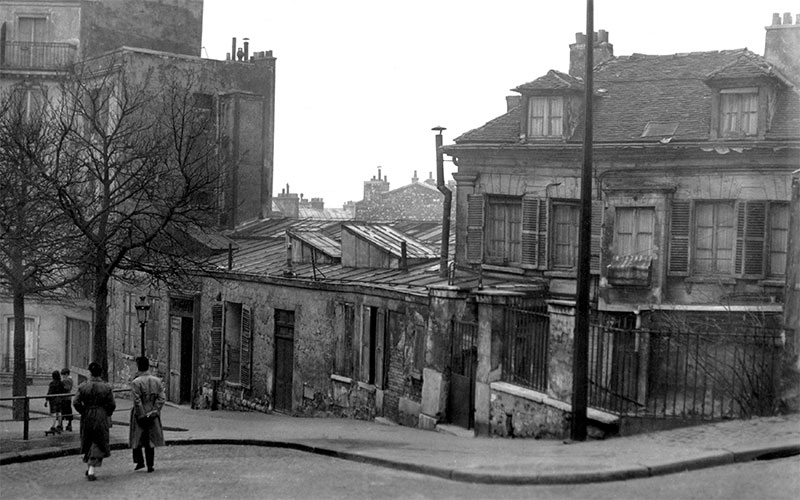
Le Bateau-Lavoir vers 1910.

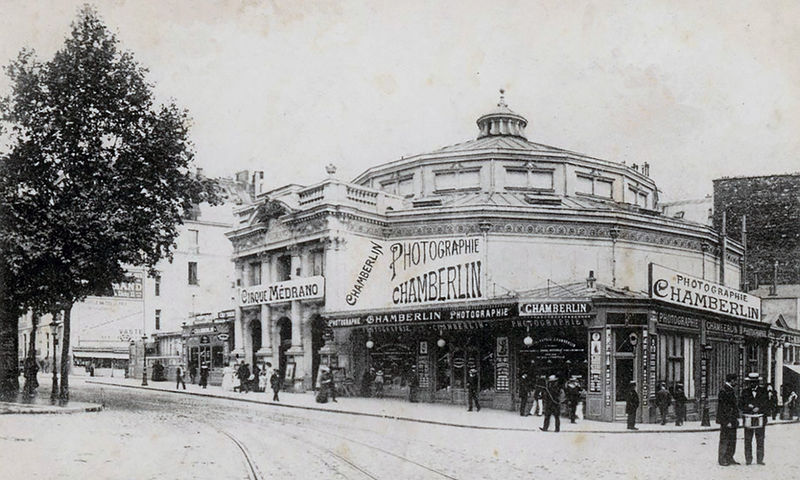
Cirque Medrano, boulevard Rochechouart à Paris vers 1898.

Ce tableau est créé pendant les premières années de Picasso en tant qu'artiste, après qu'il a déménagé de Barcelone à Paris en 1904. Jeune homme avec peu d'argent, il vit dans un atelier dans un bâtiment délabré de Montmartre connu sous le nom de Bateau-Lavoir. Il a la chance d'être entouré de nombreux jeunes artistes qui vivent dans l'immeuble et dans le quartier, mais pour Picasso, c'est une période de solitude et de pauvreté. Sa sympathie pour les personnes seules, pauvres et isolées est particulièrement évidente dans les peintures mélancoliques de sa période bleue, qui s'est poursuivie jusqu'en 1904. En 1905, Picasso change sa vision des choses et commence à peindre dans une nouvelle palette de tonalités plus chaudes, représentant des sujets avec une touche plus positive. Au cours de cette période rose, Picasso s'intéresse à la vie du saltimbanque, ou artiste de cirque itinérant, représentant souvent des groupes ou des familles d'acrobates.
Famille de saltimbanques est peinte pendant une période allant de la fin de 1904 au début de 1906, lorsque Picasso explore les thèmes du saltimbanque. Durant cette période, il fréquente souvent le cirque Medrano à Montmartre et s'inspire d'un groupe d'artistes qui s'y trouve. Il a trouvé un lien avec les artistes de cirque, car comme lui, beaucoup d'entre eux sont originaires d'Espagne et ont également connu un style de vie transitoire.

## Histoire
Famille de saltimbanques est l'aboutissement du cycle des saltimbanques, une série de dessins, peintures, gravures et sculptures sur laquelle Picasso s'est concentré de la fin de 1904 à la fin de 1905. Après avoir étudié la vie des artistes du cirque Medrano, Picasso choisit de les représenter non pas du point de vue joyeux de leurs performances, mais comme un groupe isolé dans une image statique et mélancolique. Le musée d'Orsay décrit le tableau comme un chef-d'œuvre et remarque que « Picasso s'intéresse moins au spectacle, généralement exclue du tableau, qu'aux autres aspects de sa vie, capturant un espace médian entre les mondes public et privé où convergent la trivialité la plus banale et la grâce la plus sublime. » 
Le tableau est acheté directement à Picasso en 1908 par l'homme d'affaires parisien André Level pour la collection La Peau de l'ours. Six ans plus tard, il est vendu à l'Hôtel Drouot et acquis par les Thannhauser Galleries de Munich. Entre novembre 1914 et juin 1915, la toile est la propriété d'Hertha Koenig, puis est acquise par la Valentine Gallery de New York. En 1931, elle est vendue à Chester Dale, qui la donne finalement à la National Gallery of Art par legs en 1963.

## Description et analyse
Famille de saltimbanques est un grand tableau mesurant 212,8 × 229,6 cm. C'est une œuvre ambitieuse pour un jeune artiste pauvre. Le tableau se compose d'un groupe de saltimbanques, qui se tiennent ensemble mais semblent déconnectés car ils ne se regardent pas. Picasso s'est représenté dans cette composition comme un arlequin vêtu d'un costume à motifs de losanges. Les personnages du groupe semblent isolés, comme perdus dans leurs propres pensées. Ils jettent un regard vers une femme assise seule. L'arlequin est représenté en train de tendre la main vers un enfant qui se tient derrière lui.
John Richardson et d'autres historiens de l'art considèrent que l'atmosphère rêveuse du tableau et l'apparence inexpressive des personnages sont influencées par la consommation d'opium de l'artiste, une substance régulièrement utilisée par les locataires du Bateau-Lavoir à cette époque. Dans le premier volume de la biographie de John Richardson, A Life of Picasso, publiée en 1991, il déclare que l'artiste fumait de l'opium plusieurs fois par semaine entre 1904 et 1908.

## Analyse scientifique
En 1980, EA Carmean et Ann Hoenigswald effectuent un examen aux rayons X du tableau, qui révèle qu'il y a deux peintures antérieures sous la surface, la première représentant une famille du cirque et la seconde une paire d'acrobates : Picasso a donc peint la composition deux fois avant de terminer la troisième et dernière couche et a travaillé sur la toile pendant plus d'un an. Cela permet également de mieux clarifier la chronologie de sa transition artistique de la fin de sa période bleue en 1904 à sa première période rose en 1905. Les historiens de l'art ne savent toujours pas si Picasso a peint par-dessus les tableaux précédents parce qu'il n'en était pas satisfait ou parce qu'il était simplement trop pauvre pour s'offrir une nouvelle toile.
La radiographie montre que Picasso a apporté plusieurs modifications aux personnages des versions précédentes, comme le chapeau et les épaules de la femme, la couleur des chaussons de ballet de l'enfant et la jambe rouge du bouffon.
L'étude scientifique révèle également que Picasso a modifié la tonalité de l'ouvrage. L'image originale est principalement bleue, mais Picasso la change en rose et laisse les nuances bleues transparaître à travers la peinture alors qu'il apporte des modifications au tableau. La composition finale qui en résulte transmet une palette rose-bleu sombre, qui présente une atmosphère générale de tristesse.

## Interprétation
Les critiques suggèrent que  Famille de saltimbanques est un portrait de groupe caché de Picasso et de son cercle social, représenté comme pauvre, indépendant et isolé. Le tableau est retiré du salon espagnol de la IXe Biennale de Venise en 1910, car il est jugé inapproprié par l'organisation.
Les personnages du tableau ont été décrits comme des représentations d’identités spécifiques. Tandis que l'arlequin ressemble à Picasso, le petit acrobate ressemble à l'ami de Picasso, le poète Max Jacob. L'acrobate aux sourcils profonds est considéré comme une représentation d'André Salmon et le grand bouffon serait celle de Guillaume Apollinaire, avec qui Picasso fréquente le cirque Medrano. Dans son livre Picasso and Apollinaire: The Persistence of Memory,  Peter Read note que les dessins préparatoires de l'œuvre révèlent que le grand bouffon est en fait une représentation d'El Tio Pepe Don José, le chef d'une troupe de cirque. Il poursuit en affirmant que les figures du tableau sont allégoriques et représentent Picasso et son cercle social confrontés à un nouveau siècle sans chemin clair pour les guider.
Harold B. Plum note que les personnages du tableau sont placés de gauche à droite dans un ordre décroissant de taille, le personnage le plus grand étant Picasso lui-même. Il décrit le tableau comme une illustration de la transition personnelle de l’artiste : « Dans ce tableau, il représentait une métamorphose de la fin de l'enfance à l'âge adulte, dans la vie et dans l'art. »
EA Carmean établit un lien entre les personnages du tableau et les évènements de la vie personnelle de Picasso. À l'époque où Picasso travaille sur ce tableau, il vit avec sa compagne Fernande Olivier. Elle a ramené une fillette de dix ans d'un orphelinat et l'y a ensuite reconduit. Carmean note que dans le tableau, l'arlequin, qui représente Picasso, tend la main vers la fillette qui se tient derrière son dos. Sur le côté droit du tableau se trouve une femme isolée, représentant Fernande Olivier, qui est assise avec une main sur son épaule et l'autre sur ses genoux comme si elle tenait un bébé disparu. Il considère que cette image est une métaphore de cet incident émotionnel dans la vie de Picasso.

## Postérité
Le poète Rainer Maria Rilke (1875-1926) s'est inspiré de ce tableau pour écrire la cinquième des dix élégies de ses Élégies de Duino (1923). Rilke utilise les personnages du tableau de Picasso comme symbole de « l'activité humaine… toujours en déplacement et sans domicile fixe, ils sont même un peu plus éphémères que le reste d'entre nous, dont la fugacité a été déplorée ». Bien que le tableau de Picasso représente les personnages dans un paysage désertique désolé, Rilke les décrit comme se tenant sur un « tapis usé » pour suggérer « la solitude et l'isolement ultimes de l'homme dans ce monde incompréhensible, exerçant leur profession de l'enfance à la mort comme des jouets d'une volonté inconnue... avant que leur « trop-peu pur » ne se transforme en « trop-vide ».
Ingmar Bergman cite le tableau de Picasso comme source d'inspiration pour Le Septième Sceau.